# Johannes Fuchs (homme politique)
Pour les articles homonymes, voir Johannes Fuchs et Fuchs.
Johannes Fuchs est un homme politique allemand, né le 30 septembre 1874 à Bickendorf (Empire allemand) et mort le 9 septembre 1956 à Cochem (RFA).
Membre du Zentrum, il est ministre des Territoires occupés en 1923.

## Décoration
- 1952 : commandeur de l'ordre du Mérite de la République fédérale d'Allemagne